# Edward T. Taylor

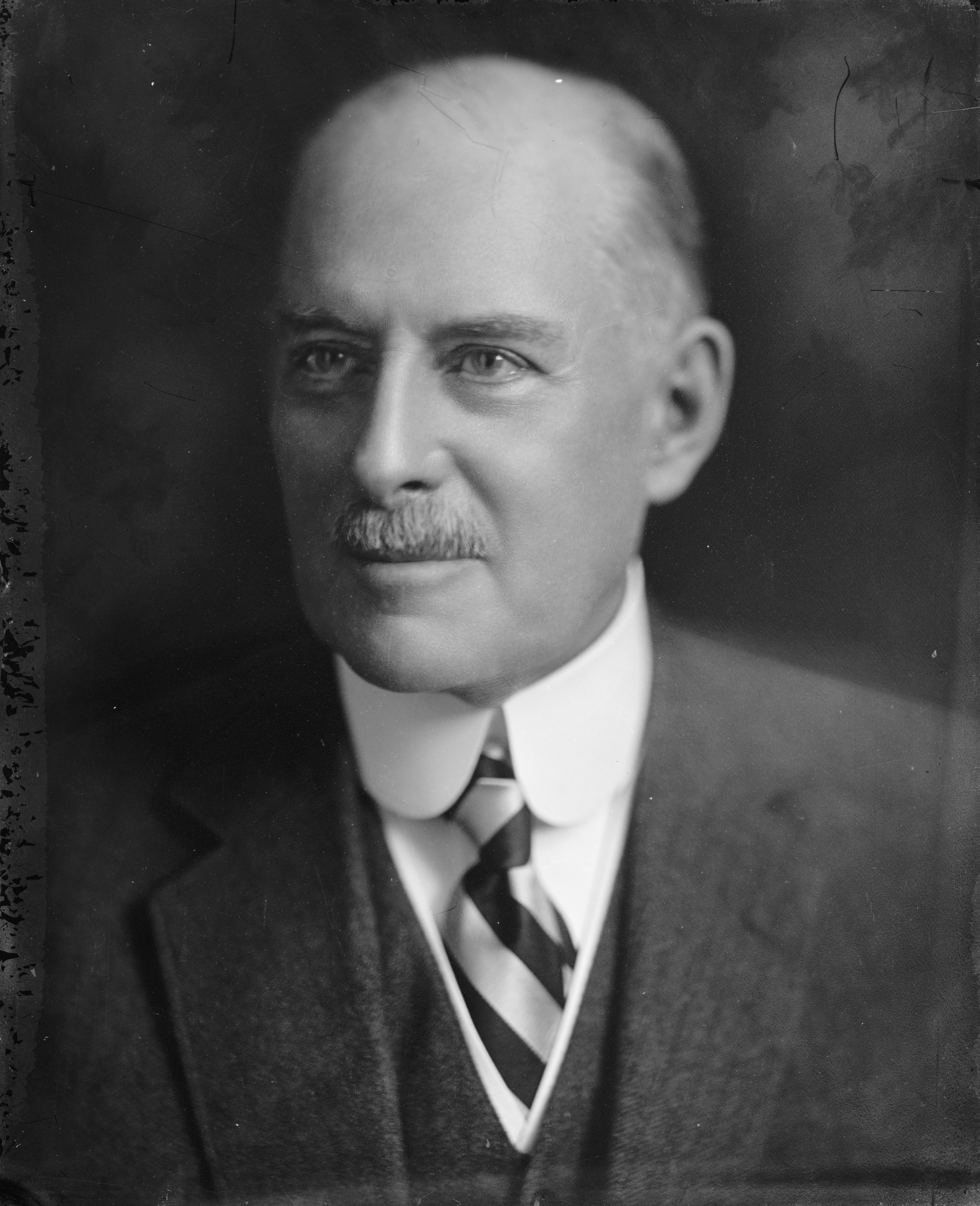
Edward T. Taylor

Edward Thomas Taylor (* 19. Juni 1858 bei Metamora, Illinois; † 3. September 1941 in Denver, Colorado) war ein US-amerikanischer Politiker. Zwischen 1909 und 1913 vertrat er den dritten und von 1913 bis 1941 den vierten Wahlbezirk des Bundesstaates Colorado im US-Repräsentantenhaus.

## Werdegang
Edward Taylor wurde auf einer Farm im Woodford County geboren. Er besuchte die öffentlichen Schulen in Illinois und Kansas. Nach einem Umzug nach Leadville in Colorado war er in den Jahren 1881 und 1882 Lehrer an der dortigen High School. Nach einem Jurastudium an der University of Michigan in Ann Arbor und seiner im Jahr 1884 erfolgten Zulassung als Rechtsanwalt begann er in Leadville in diesem Beruf zu arbeiten. Im Jahr 1884 wurde er Schulrat im Lake County, 1885 wurde er stellvertretender Bezirksstaatsanwalt.
Im Jahr 1887 zog Taylor nach Glenwood Springs. Zwischen 1887 und 1889 war er Staatsanwalt im neunten Gerichtsbezirk von Colorado. Er gehörte der Demokratischen Partei an und saß von 1896 bis 1908 im Senat von Colorado. Bei den Kongresswahlen des Jahres 1908 wurde er als Nachfolger von George W. Cook in das US-Repräsentantenhaus in Washington gewählt. Dort vertrat er zwischen dem 4. März 1909 und dem 3. März 1913 in zwei Legislaturperioden den dritten Wahlbezirk Colorados. Bei den Wahlen des Jahres 1912 kandidierte er im neugeschaffenen vierten Distrikt, den er nach 14 Wiederwahlen bis zu seinem Tod im Jahr 1941 im Kongress vertrat. In dieser Zeit war er von 1917 bis 1919 Vorsitzender des Wasserrechteausschusses sowie von 1937 bis 1941 Mitglied im Haushaltsausschuss. Edward Taylor verstarb als amtierender Kongressabgeordneter im Jahr 1941. Nach einer Nachwahl fiel sein Mandat an den Republikaner Robert F. Rockwell.